# Boucieu-le-Roi
Boucieu-le-Roi é uma comuna francesa na região administrativa de Auvérnia-Ródano-Alpes, no departamento de Ardèche. Estende-se por uma área de 8,94 km². Em 2010 a comuna tinha 269 habitantes (densidade: 30,1 hab./km²).